# CSI: Trilogie
De CSI: Trilogie werd tussen 9 en 12 november 2009 uitgezonden in de Verenigde Staten.
De trilogie is het eerste verhaal waarin alle drie de CSI-series samenkomen. De trilogie begon op 9 november 2009 met Bone Voyage, uit het 8e seizoen van CSI: Miami, als eerste aflevering, op 11 november 2009 volgde Hammer Down, uit het 6e seizoen van CSI: NY. De afsluitende aflevering was The Lost Girls, deze werd uitgezonden op 12 november 2009. De aflevering is afkomstig van het 10e seizoen van CSI: Crime Scene Investigation.

## Rolverdeling
| Acteur             | Personage                  | Beroep                       | Aflevering  | Aflevering  | Aflevering   |
| Acteur             | Personage                  | Beroep                       | Bone Voyage | Hammer Down | Lover's lane |
| ------------------ | -------------------------- | ---------------------------- | ----------- | ----------- | ------------ |
| Laurence Fishburne | Dr. Raymond "Ray" Langston | CSI Level 2                  |             |             |              |
| David Caruso       | Lt. Horatio "H" Caine      | CSI Level 3 Supervisor       |             |             |              |
| Emily Procter      | Det. Calleigh Duquesne     | CSI Level 3 Asst. Supervisor |             |             |              |
| Jonathan Togo      | Det. Ryan Wolfe            | CSI Level 3                  |             |             |              |
| Eva LaRue          | Det. Natalia Boa Vista     | CSI Level 2                  |             |             |              |
| Rex Linn           | Sgt. Frank Tripp           | sergeant/Detective           |             |             |              |
| Omar Benson Miller | Det. Walter Simmons        | CSI Level 2                  |             |             |              |
| Eddie Cibrian      | Det. Jesse Cardoza         | CSI Level 3                  |             |             |              |
| Gary Sinise        | Det. Mac Taylor            | CSI Level 3 Supervisor       |             |             |              |
| Melina Kanakaredes | Det. Stella Bonasera       | CSI Level 3 Asst. Supervisor |             |             |              |
| Carmine Giovinazzo | Det. Danny Messer          | CSI Level 3                  |             |             |              |
| Anna Belknap       | Det. Lindsay Monroe        | CSI Level 3                  |             |             |              |
| Hill Harper        | Dr. Sheldon Hawkes         | CSI Level 2                  |             |             |              |
| Eddie Cahill       | Det. Don Flack             | NYPD Moordonderzoeker        |             |             |              |
| A. J. Buckley      | Det. Adam Ross             | Laboratoriumtechnicus        |             |             |              |
| Robert Joy         | Dr. Sid Hammerback         | Hoofdpatholoog-anatoom       |             |             |              |
| Marg Helgenberger  | Det. Catherine Willows     | CSI Level 3 Supervisor       |             |             |              |
| George Eads        | Det. Nick Stokes           | CSI Level 3 Asst. Supervisor |             |             |              |
| Eric Szmanda       | Det. Greg Sanders          | CSI Level 3                  |             |             |              |
| Robert David Hall  | Dr. Al Robbins             | Hoofdpatholoog-anatoom       |             |             |              |
| David Berman       | Det. David Phillips        | Assistent-patholoog-anatoom  |             |             |              |
| Paul Guilfoyle     | Capt. Jim Brass            | LVPD Hoofd-moordonderzoeker  |             |             |              |
| Wallace Langham    | Det. David Hodges          | Sporenonderzoeker            |             |             |              |
| Liz Vassey         | Det. Wendy Simms           | DNA-onderzoeker              |             |             |              |

## Afleveringen
| Nr. | Titel aflevering                                        | Geregisseerd door | Geschreven door                 | Uitzenddatum VS  | Uitzenddatum Nederland1 |
| 1 | "Bone Voyage" (deel 1)(afl. 8.07) - CSI: Miami          | Sam Hill          | Barry O'Brien                   | 9 november 2009  | 1 maart 2010            |
| In Miami, overhoort Horatio een vrouw, waarvan haar dochter, Ashley Tanner, vermist is. Haar auto hebben ze gevonden bij de Everglades, het team kamt daar de omgeving uit tot ze op een afgehakte arm en been stuiten. Ze identificeren de arm als die van Ashley, maar het been is van een onbekende vrouw, Jane Doe, bovendien is het been bedekt met radioactief zand dat alleen in de omgeving van Las Vegas te vinden is. Al snel krijgt het team een aanwijzing als ze ontdekken dat Ashleys creditcard onlangs gebruikt is. Dit spoor leidt hen naar een andere vrouw, Madeline Briggs, die zegt dat ze de kaart aan de kant van de weg vond. In de tussentijd belt Horatio Dr. Ray Langston. Die hieruit afleidt dat het been tot een lijk behoort van zijn eigen zaak in Las Vegas. Ray reist af naar Miami en bundelt zijn krachten met Horatio. Samen komen ze erachter dat de vrouwen zijn misleid met de belofte dat ze model zouden worden. Wat ze niet verwachtten is het feit dat er twee moordenaars zijn. Deze werden gefinancierd door een misdaadsyndicaat "Zetas", hetgeen beiden doet beseffen dat de zaak veel groter is dan ze hebben gedacht. |                                                         |                   |                                 |                  |                         |
| 2 | "Hammer Down" (deel 2)(afl. 6.07) - CSI: New York       | Scott Lautanen    | Peter M. Lenkov & Pam Veasey    | 11 november 2009 | 1 maart 2010            |
| Een ongeval tussen een dronken chauffeur en een grote vrachtwagen, in New York, krijgt een andere wending wanneer Det. Don Flack een metalen trommel in de vrachtwagen vindt. Deze trommel is gevuld met een dode vrouw. Det. Mac Taylor vind een mobiele kerker in het slaapcompartiment in de vrachtwagen. Ze ontdekken dat een andere vrouw, Madiline Briggs (De vermiste vrouw uit Miami en Las Vegas), in de kerker is geweest. Echter, zowel de chauffeur en Madiline Briggs hebben kunnen ontsnappen omdat de chauffeur een auto gekaapt had. Als Dr. Sid Hammerback het vrouwelijke slachtoffer in de metalen kist onderzoekt komt hij erachter dat een orgaan uit het lichaam is gehaald. Dr. Ray Langston komt naar New York toe om te helpen met het vinden van Madeline en het oprollen van de mensenhandel van "Zetas". Ze komen erachter dat Madeline zwanger is en ze gaan ervan uit dat ze wordt gedwongen tot prostitutie. Ze houden de verdachte aan bij een apotheek maar verliezen hem bij een achtervolging, wel vinden ze grond die overeenkomt met het eerder gevonden radioactief zand uit Miami. Uiteindelijk weten ze Casey (de verdachte) te vinden, maar Madeline weten ze niet te vinden omdat deze al verder op weg is in een truck richting Las Vegas. |                                                         |                   |                                 |                  |                         |
| 3 | "The Lost Girls" (deel 3) - CSI: Las Vegas (afl. 10.07) | Alec Smight       | David Weddle & Bradley Thompson | 11 november 2009 | 1 maart 2010            |
| Als Ray terug is in Las Vegas, gaat hij daar opnieuw op zoek naar Madeline Briggs. Tegelijkertijd bereikt een bericht het nieuws dat een lokale weervrouw, Deedee, vermoord is. Ze vinden haar buiten bij Tangiers Hotel & Casino, gekleed als een prostituée. Ze ontdekken het bloed van Madeline op de oorbel van Deedee en ook hebben beide vrouwen eenzelfde tatoeage. Het team gaat ervan uit dat Deedee en Madeline dezelfde pooier hadden. Als ze nog een vrouw – Diane – vinden die ook zo'n tatoeage heeft, arresteren ze haar. Zij geeft het team de naam van haar pooier. Als ze het huis van de pooier (Anthony) doorzoeken, vinden ze nog veel meer belangrijke informatie. Ook ontdekken ze dat de tatoeage van Diane over een andere is heengezet. Zo ontdekt Catherine dat Diane Deedee vermoord heeft uit jaloezie en komen ze erachter dat een concurrerende pooier (Dmitri) Madeline heeft. Hij laat haar vrij en helpt Ray om het mensenhandelnetwerk plat te leggen. Uiteindelijk lkt het om samen met Mac en Horatio het hele netwerk plat te leggen en krijgt hij via-via Ray contact met Madeline. |                                                         |                   |                                 |                  |                         |

1 RTL 5 heeft de trilogie in een keer uitgezonden in een 2,5 uur durende uitzending op 1 maart 2010

## De titel
| Originele titel | Nederlandse titel | Engelse titel          |
| --------------- | ----------------- | ---------------------- |
| Bone Voyage     | CSI: Crossover    | CSI Trilogy: Miami     |
| Hammer Down     | CSI: Crossover    | CSI Trilogy: New York  |
| The Lost Girls  | CSI: Crossover    | CSI Trilogy: Las Vegas |

## Dvd
De trilogie is te zien op CSI: Miami - The Eighth Season, CSI: NY - The Sixth Season en CSI - The Tenth Season. Op dvd's die bij de verschillende seizoenen horen zijn ook de afleveringen te zien die bij de andere twee series horen. Ook hebben deze drie dvd's allemaal enkele speciale extra's. Leaving Las Vegas: Langston Heads East is op iedere dvd als extra te vinden. Naast deze algemene extra heeft iedere dvd ook een speciale extra mogelijkheid, dit is voor Miami: Bear Necessities, voor New York: East Coast Heroes en voor Las Vegas: Getting Lost.
De dvd's waarop de trilogie te zien is, werden op 12 oktober 2010 uitgegeven in Amerika, Canada en Bermuda, op 25 juli 2011 werd de dvd ook in Europa uitgegeven.